# Teckenrad
Med termen teckenrad avses en rad med tecken (bokstäver, siffror etc.). I litteratursammanhang brukas orden "textrad" eller endast "rad" oftare än "teckenrad", som istället används mycket inom typografin där de enskilda tecknen förmodligen är av större intresse. En teckenrad behöver nödvändigtvis inte utgöra en text med språklig mening.